# Hugo Tapia Arqueros
Hugo Enrique Tapia Arqueros (Concepción, 29 de agosto de 1917-Concepción, 13 de mayo de 1975) fue un abogado chileno, presidente del Colegio de Abogados de Concepción.

## Biografía
Nació en Concepción, Chile, el 29 de agosto de 1917. Sus padres fueron Héctor Tapia Cruzat, abogado, y María Clementina Arqueros Rodríguez (hermana de Gustavo Arqueros Rodríguez). Proveniente de una destacada familia de juristas, fue primo de Enrique Tapia Witting, quien fuera presidente de la Corte Suprema de Chile entre 2006 y 2007. 
Sus primeros estudios los cursó en el Colegio de los Sagrados Corazones de Concepción.
En 1936 ingresó a estudiar derecho en la Universidad de Concepción, licenciándose en 1941 con su memoria de prueba titulada De las obligaciones naturales. Al año siguiente (1942) obtuvo su título de abogado.
Fue profesor en la Facultad de Ciencias Jurídicas de la Universidad de Concepción, y escribió varios artículos jurídicos en la Revista de Derecho de esa casa de estudios.
A principios de la década del setenta, y durante el gobierno de Salvador Allende, combatió las ilegalidades de la Unidad Popular, y más tarde reclamó procesos ajustados a derecho a la dictadura militar.
Fue presidente del Colegio de Abogados de Concepción desde mayo de 1971 hasta su muerte, en 1975.
Falleció en Concepción el 13 de mayo de 1975 a los 57 años de edad, producto de un paro cardiorrespiratorio.

## Matrimonio y descendencia
Contrajo matrimonio con Carmen Elorza Uriarte (prima de Tomás Pablo), con quien tuvo 8 hijos, y de entre ellos 4 le siguen en la profesión: Hugo, Eduardo, Gonzalo y Juan Carlos.

## Obras
- De las obligaciones naturales. Sociedad Imprenta y Litografía Concepción. 1941 - p. 236.
- Don Andrés Bello y el código civil de Chile. Reus. 1966 - p. 12.
- Estudios de derecho civil en honor del Prof. Castán Tobeñas. Ediciones Universidad de Navarra (EUNSA), Pamplona, España. 1969.

## Distinciones y reconocimientos
En su memoria se instituyó el premio “Hugo Tapia Arqueros”, otorgado por algunos años a abogados dedicados a la defensa de los derechos humanos, entre ellos Andrés Aylwin Azócar, quien recibió esa distinción en 1991.